# Bella Starace Sainati
Bella Starace Sainati (Naples, 2 juin 1878- Bologne, 4 août 1958) est une actrice italienne .

## Filmographie partielle
- 1942 : 
  - Carmela de Flavio Calzavara.
  - Gelosia
  - Signorinette de Luigi Zampa
- 1945 : Sept femmes, sept destins (Nessuno torna indietro) d'Alessandro Blasetti
- 1949 : Le Pain des pauvres (Vertigine d'amore) de Luigi Capuano
- 1950 : Il voto
- 1951 : 
  - Pour l'amour du ciel
  - Cameriera bella presenza offresi... (1951)
- 1952 : Les Coupables
- 1953 : Néron et Messaline (Nerone e Messalina) de Primo Zeglio